# Medina (strip)
Medina is een Belgische stripreeks die begonnen is in oktober 2010 met Jean Dufaux als schrijver en Yacine Elghorri als tekenaar.

## Albums
Alle albums zijn geschreven door Jean Dufaux, getekend door Yacine Elghorri en uitgegeven door Le Lombard.
1. De Draxen
2. Boso 1
3. De slachtoffers